# Slipshavn
Slipshavn er en halvø, der danner en naturhavn ved Nyborg Fjord på sydsiden af Knudshoved sydøst for Nyborg. I 1656-57 opførtes en skanse til base for de danske orlogsfartøjer og til beskyttelse af trafikken til Sjælland. I 1916 oprettedes en station for flyvebåde og undervandsbåde. I dag er der hjemmeværnsskole for Marinehjemmeværnet på halvøen.